# Luciano Cardinali
Luciano Ariel Cardinali (Pavón, Provincia de Santa Fe, Argentina; 30 de junio de 1986) es un futbolista argentino. Juega como delantero y su actual equipo es 9 de Julio de Rafaela del Torneo Regional Amateur. Es primo del también futbolista Federico Nahuel Fernández

## Trayectoria
Comenzó en las divisiones inferiores del Club Atlético Benjamín Matienzo. Pasó por varios equipos de la Liga Regional del Sud empezando por Atlético Empalme, luego pasó por Central Argentino de Fighiera, después por Real de Arroyo Seco y terminando por Talleres de Arroyo Seco. En 2009 se fue a jugar a Centro Atlético Fénix (club que estuvo hasta diciembre del 2011) para afrontar el torneo de la Primera División de Uruguay por 3 temporadas (tenía contrato hasta junio del 2012). A principios del 2012
fue contactado por León de Huánuco para jugar la Primera División del Perú y esto lo hizo rescindir contrato con el club uruguayo. Cuando tenía tan solo 16 años estuvo a prueba en España en dos clubes: Cádiz Club de Fútbol y Real Madrid Club de Fútbol quedando, pero no llegando a un acuerdo. También tuvo un paso por Cerro Porteño de Paraguay que no llegó a estar un día porque se volvió y estuvo a prueba en Palestino de Chile. También pasó por el club Unión de Santa Fe.

### Fénix
Debutó el 29 de agosto de 2009 de titular, en la 2.ª fecha del Apertura Uruguayo 2009, contra Racing Club de Montevideo, cuyo partido terminó 2 a 0 para los de Racing Club. Desde ese partido siempre jugó sea de suplente o de titular.
El 9 de agosto de 2011 disputó por primera vez en su carrera un torneo internacional, la Copa Sudamericana 2011, en el partido de ida de la primera fase jugaron contra el Club Universidad de Chile perdiendo 1 a 0 en el Estadio Nacional de Chile, en Ñuñoa, Santiago, Chile, en ese partido fue titular y amonestado, y lo sacaron a los 89 minutos. En el partido de vuelta, el 18 de agosto de 2011, en Montevideo, en el Estadio Luis Franzini de Defensor Sporting fue suplente y entró a los 79 minutos, ese partido terminó 0 a 0 dándole la clasificación a los Chilenos.

### León de Huánuco
Debutó como titular en la primera fecha del Descentralizado 2012 el 31 de marzo de 2012, en la victoria como local por 3 a 2 sobre Juan Aurich en el que fue sustituido a los 46 minutos.

### Independiente de Chivilcoy
El día lunes 2 de febrero de 2015 se unió a los entrenamientos del club arrancando la pretemporada. Al terminar el torneo del Federal A, el equipo descendió al torneo Federal B y el eligió cambiar de aire.

### Sportivo Las Parejas
Disputó el Federal A donde logró clasificar a la Segunda fase, pero cayó eliminado en Octavos de final.

### Estudiantes de Río Cuarto
El sábado 17 de diciembre de 2016 consigue el Ascenso al Federal A, tras empatar 0-0 en la final ante Independiente de Chivilcoy como local, pero el resultado conseguido en la ida por 2 a 1 como visitante, hicieron que el equipo ascienda.

### Unión de Totoras
Al conseguir el ascenso al Federal A con Estudiantes de Río Cuarto y al no tener competencia hasta mitad de año, fue a préstamo a Unión de Totoras para disputar el Federal C y la Liga Regional Totorense hasta mitad de año, donde debe retornar al club cordobés.

## Clubes
| Club                         | País      | Año       |
| ---------------------------- | --------- | --------- |
| Fénix                        | Uruguay   | 2009-2011 |
| León de Huánuco              | Perú      | 2012      |
| Studebaker                   | Argentina | 2013-2014 |
| Independiente de Chivilcoy   | Argentina | 2015      |
| Sportivo Las Parejas         | Argentina | 2016      |
| Estudiantes de Río Cuarto    | Argentina | 2016      |
| Unión de Totoras             | Argentina | 2017-2018 |
| Studebaker                   | Argentina | 2018      |
| Juventud Unida de Río Cuarto | Argentina | 2019      |
| Studebaker                   | Argentina | 2019      |
| 9 de Julio de Rafaela        | Argentina | 2021-?    |

## Palmarés
| Título               | Club                      | País      | Año  |
| -------------------- | ------------------------- | --------- | ---- |
| Ascenso al Federal A | Estudiantes de Río Cuarto | Argentina | 2016 |